# Ruashi (gruva)
Ruashi är en gruva i Lubumbashistadsdelen med samma namn i Kongo-Kinshasa. Den ligger i provinsen Haut-Katanga, i den södra delen av landet, 1 600 km sydost om huvudstaden Kinshasa. Utvinning av koppar har skett i området sedan 200-talet eller 300-talet, på industriell skala sedan 1911, senare också kobolt. Under 2000-talets första decennium återstartades utvinningen ur malmkroppen och varphögar.